# П-120
П-120 «Малахит» (индекс УРАВ ВМФ — 4К85, по классификации МО США и НАТО — SS-N-9 Siren) — советская твердотопливная крылатая противокорабельная ракета, разработанная как модернизированная версия ракеты П-70 «Аметист». Отличается улучшенной системой наведения, увеличенной примерно в полтора раза дальностью действия и возможностью запуска как с подводных лодок из-под воды, так и с надводных кораблей. Вариант ракеты для надводных носителей (изделие 4K86) не содержит подводной пусковой ступени. Ракета запускается из транспортно-пускового контейнера, с автоматическим раскрытием крыла после выхода. Применяется принцип «выстрелил и забыл».
Разработка велась под руководством главного конструктора В. Н. Челомея в ОКБ-52.
Комплекс был принят на вооружение в 1972 году и устанавливался на малые ракетные корабли (МРК) проекта 1234, а также на опытный МРК проекта 1240. С 1977 года использовался на подводных лодках проекта 670М. Возможна установка специальной (ядерной) боевой части.

## Предпосылки создания
В ходе проектирования и испытаний крылатой ракеты П-70 «Аметист» был создан задел для создания новой твердотопливной ракеты, сопоставимой по габаритам, но обладающей увеличенной дальностью полёта — ориентировочно в 1,5–2 раза превышающей характеристики предшественницы. Одновременно у флота возникла потребность в универсальной противокорабельной ракете, пригодной как для запуска с надводных кораблей, так и с подводных лодок в подводном положении.
Параллельно рассматривалась концепция подводной лодки, способной нести два типа ракетных комплексов — с дальностью поражения целей около 500 км и порядка 100 км соответственно. Предполагалось, что такое сочетание вооружения позволит повысить гибкость применения подводных носителей в различных боевых условиях.
В числе технических требований была сформулирована необходимость использования комбинированной системы самонаведения, сочетающей радиолокационные и инфракрасные (тепловые) каналы наведения, что должно было обеспечить более высокую точность и помехоустойчивость при поражении целей.

## История создания
Постановление Совета Министров СССР № 250-89 на разработку комплекса П-120 вышло 28 февраля 1963 года (по одному постановлению с ПКР П-500 «Базальт»). В этом же году ОКБ-52 МАП был закончен аванпроект по новому комплексу.
В феврале 1964 года КБ В. И. Челомея завершила разработку эскизного проекта нового противокорабельного ракетного комплекса П-120 «Малахит» с ракетой 4К85 (при этом одной из задач проектирования было обеспечение возможности старта ракеты 4К85 из пусковых установок СМ-97А комплекса П-70 «Аметист», применявшегося на подводных лодках проекта 670). 
Разработка бортовой электроники была поручена московскому научно-исследовательскому институту НИИ-10, который ранее уже занимался разработкой тепловых головок самонаведения и имел соответствующий опыт в данной области. Создание двигательной установки осуществлялось в конструкторском бюро КБ-2 завода №81. Пусковая установка для ракеты разрабатывалась КБМ в Москве. Специальная (ядерная) боевая часть создавалась в КБ-25.
Серийный выпуск продукции велся на Оренбургском машиностроительном заводе, также выпуск осуществлялся на московском заводе №301.

## Конструкция

### Описание

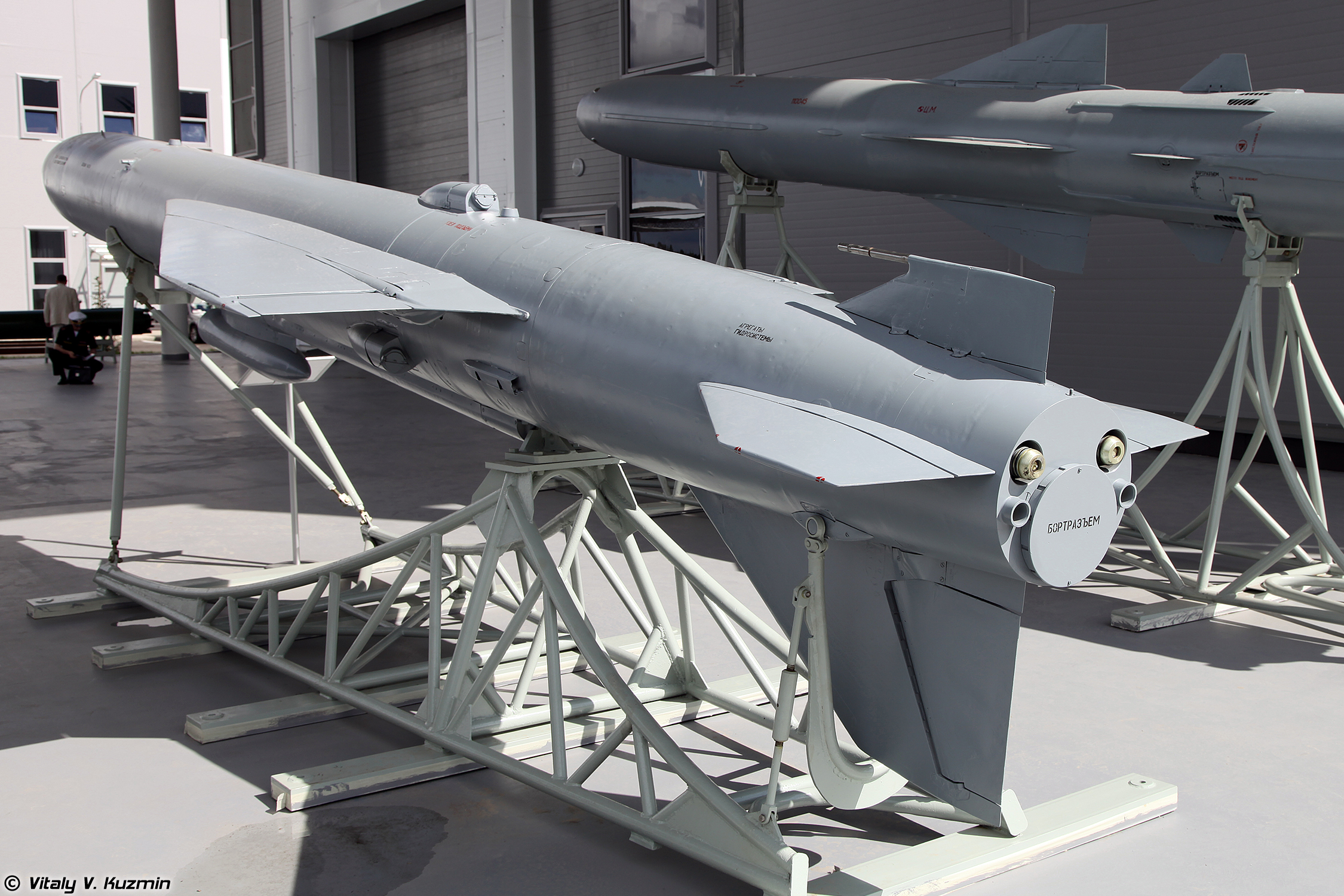
ПКР П-120 «Малахит»

Противокорабельная крылатая ракета П-120 была выполнена по нормальной аэродинамической схеме с прямолинейным фюзеляжем и складным крылом, аналогично более ранней ракете П-70. Однако, в отличие от последней, П-120 получила трапециевидную форму крыла вместо стреловидной. Такая конфигурация позволила сохранить необходимую площадь несущей поверхности, одновременно обеспечив более компактное размещение крыла в сложенном виде внутри пускового контейнера ограниченного диаметра.
Несмотря на сохранение диаметра корпуса (0,65 м), ракета имела увеличенную длину — около 8,8 метра против 8,2 м у П-70, что объяснялось конструктивными доработками и размещением большего объема топлива и дополнительного оборудования.
Одной из ключевых инженерных особенностей П-120 стало раздельное исполнение стартового агрегата, включающего в себя два твердотопливных ускорителя ПРД-148, двигатели отброса ПРД-149 и (для подводного варианта) — двигатели подводного хода ПРД-150. Варианты ракеты, предназначенные для запуска с надводных носителей, не комплектовались двигателями подводного хода.
Маршевый двигатель ПРД-146 (также известный под обозначением 4Д-85) имел увеличенную почти вдвое массу твердого топлива (около 2150 кг) по сравнению с предшественником. Продолжительность его работы составляла от 360 до 385 секунд в зависимости от температурных условий эксплуатации. Топливом служила модифицированная смесь ЛТС-2КФ, пришедшая на смену использовавшейся ранее ЛТС-2КМ. Одним из визуальных признаков нового топлива стал заметный чёрный шлейф, остающийся за ракетой в полёте.
Интеграция инфракрасного канала самонаведения потребовала конструктивного размещения тепловой головки в отдельной гондоле под фюзеляжем ракеты. Эта гондола имела обтекатель каплевидной формы и поперечный размер 0,2 м. Фотоприёмное устройство ФС-24ДА на основе антимонида индия требовало азотного охлаждения, для чего на борту размещался баллон сжатого азота объёмом 300 литров — его ресурса было достаточно для 10 минут непрерывной работы системы после пуска. Обтекатель гондолы был изготовлен из 6-миллиметровой оптически прозрачной керамики, производившейся в Харьковском НИИ монокристаллов.
Учитывая околозвуковую скорость полёта ракеты, носовому обтекателю была придана обтекаемая, сглаженная форма. Это решение обеспечивало минимальное искажение радиолокационного сигнала при прохождении через обтекатель. Кроме того, оно способствовало оптимизации внутреннего объёма пусковой установки, позволяя размещать в контейнере ракету с увеличенной массой и габаритами.

### Наведение на цель
Крылатая ракета П-120 «Малахит» обладала загоризонтной дальностью применения, что выдвигало особые требования к организации целеуказания и наведению ракеты на цель при стрельбе с корабельных носителей. Это потребовало создания специализированных радиотехнических и информационно-управляющих систем, обеспечивающих высокоточное определение координат цели вне прямой радиовидимости.
На малых ракетных кораблях проекта 1234 решение задачи целеуказания включало интеграцию как активных радиолокационных средств, так и развитого комплекса пассивной радиоэлектронной разведки и пеленгации источников радиосигналов. В пассивном режиме определение дальности до цели осуществлялось двумя способами: путём триангуляции по пеленгам, снимаемым с нескольких кораблей ракетного соединения, либо — с меньшей точностью — за счёт многократного измерения пеленга с одного корабля в процессе его перемещения.
Для обеспечения работы в активном и пассивном режимах, приёма информации от авиационных средств разведки и целеуказания (самолеты Ту-95РЦ, вертолеты Ка-25Ц), а также для информационного взаимодействия между кораблями тактической группы в Киевском НИИ радиоэлектроники был разработан многофункциональный радиотехнический комплекс «Дубрава-1234», принятый на вооружение под обозначением «Титанит». В пределах прямой радиовидимости (до 40 км) «Титанит» работал в активном режиме с использованием собственной РЛС, тогда как при загоризонтных дистанциях применялся пассивный канал, фиксирующий излучение радиотехнических средств противника.
Дополнительно предусматривалась возможность приёма данных от внешних источников — в том числе от обеспечивающих целеуказание самолётов с помощью системы МРСЦ-1, а также от других кораблей, оснащённых средствами передачи данных целеуказания.
Таким образом «Титанит» обеспечивал работу в следующих пяти режимах:
- «А» — активное обнаружение целей и целеуказание,
- «П» — пассивное обнаружение целей и целеуказание,
- «У» — приём информации от системы МРСЦ-1 «Успех»,
- «В» — взаимный обмен информацией и управление совместными боевыми действиями (УСБД),
- «Н» — навигация[18].

С 1986 года строящиеся корабли проекта 1234.1 вместо радиолокационного комплекса (РЛК) «Титанит» оснащались усовершенствованным РЛК «Монолит».
Процесс подготовки к пуску на кораблях проекта 1234 проводился автоматизированной системой управления оружием «Дунай-1234», обеспечивавшей выполнение залповой стрельбы с минимальным интервалом между пусками в 5 секунд.
На атомных подводных лодках проекта 670М задача обнаружения целей решалась с применением гидроакустических средств. Изначально использовался гидроакустический комплекс (ГАК) МГК-400 «Рубикон», обеспечивавший обнаружение надводных целей на дистанциях до 180 км. Начиная с 1978 года часть подлодок получила новый цифровой ГАК МГК-500 «Скат», включавший четыре антенны кругового обзора. Этот комплекс позволял автоматически фиксировать и сопровождать цели, определять расстояние до них в активном режиме, вести направленную кодированную гидроакустическую связь, а также детектировать активные гидролокационные сигналы противника. ГАК «Скат» обеспечивал дальность обнаружения целей более 200 км.
Система управления ракетным оружием подводных лодок проекта 670М — «Дунай-670М-1» — обеспечивала сокращение времени предстартовой подготовки примерно на треть по сравнению с аналогичной системой, применявшейся для ракеты П-70 «Аметист». Кроме того, она позволяла производить залп одновременно всеми восемью ракетами.
В процессе эксплуатации подводных лодок проекта 670М в их состав была интегрирована аппаратура приёма и обработки данных космического и авиационного целеуказания, а также внедрена усовершенствованная система управления огнём «Ладога».
После пуска ракеты обмен информацией между ней и носителем не осуществлялся. После выхода в заданный район ракета переходила на режим наведения с использованием собственной бортовой системы самонаведения. Радиолокационная головка самонаведения (РГС) обеспечивала захват и сопровождение целей на дистанциях до 80 км, в то время как тепловая головка самонаведения (ТГС) могла обнаруживать цели по тепловому излучению на расстоянии до 10–12 км. В ходе испытаний производилась доработка алгоритмов взаимодействия между РГС и ТГС, а также оптимизация их применения для повышения вероятности поражения целей в условиях сложной помеховой обстановки. Также совершенствовалась способность селекции целей в ордере и избирательность захвата целей в условиях смены взаимного расположения кораблей в ордере.

## Испытания

### Надводные пуски
Испытания ракетного комплекса «Малахит» проходили в несколько этапов, начиная с пусков с берегового стенда. Первоначальные испытания включали запуск ракет, оснащённых автопилотом, но без головок самонаведения. Первый пуск состоялся 20 сентября 1968 года и завершился неудачей из-за отказа автопилота — ракета упала в двух километрах от стартовой позиции. Два последующих пуска показали положительную динамику: во втором, проведённом 23 февраля 1969 года, ракета преодолела дистанцию более 100 километров.
Следующий этап предусматривал использование ракет, оснащённых радиолокационной, а затем и комбинированной системой наведения. Первый из таких пусков состоялся 29 июля и завершился частичным успехом: ракета упала в воду, не долетев несколько сотен метров до цели. Два следующих пуска окончились аварийно, что привело к необходимости доработки системы самонаведения. В результате, пуски, состоявшиеся 10 сентября и 8 октября, успешно завершились поражением целей.

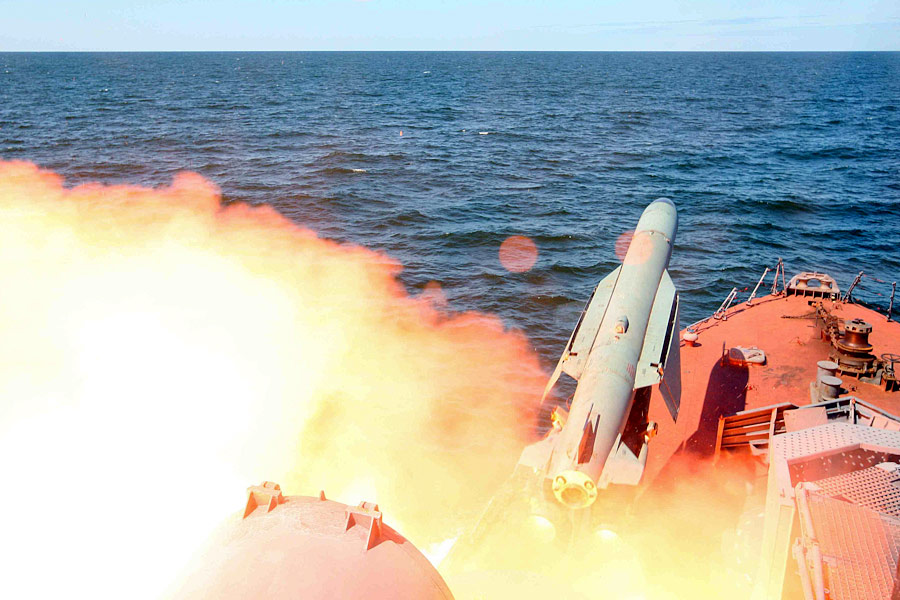
Пуск ПКР П-120 «Малахит» с МРК проекта 1234.1

Головной корабль проекта 1234, малый ракетный корабль (МРК) «Буря», стал первым носителем ракет П-120. Он был спущен на воду 18 октября 1968 года на Ленинградском Приморском заводе. На Балтийском море провели бросковые испытания макетов ракет с действующими стартовыми двигателями. Затем корабль был перебазирован внутренними водными путями на Чёрное море.
Первый пуск ракеты с борта корабля состоялся 27 марта 1970 года. Ракета ударилась о поверхность воды перед целью, повредив её обломками. После корректировки головки самонаведения, второй пуск, проведённый 28 мая того же года, завершился успешным поражением цели.
С 10 июня 1970 года МРК «Буря» участвовал в совместных испытаниях комплекса. Всего было выполнено 20 пусков: 10 завершились прямым попаданием, 4 — авариями, 6 — частичным успехом, когда ракеты не долетали до цели на 100–200 метров. Один из пусков был произведён уже со второго корабля серии — МРК «Бриз».
Комплекс «Малахит» был официально принят на вооружение надводных кораблей 17 марта 1972 года.
31 июля 1973 года состоялся первый залповый пуск полным боекомплектом с борта малого ракетного корабля — было выпущено шесть ракет.

### Подводные пуски
В период с 17 июля по 20 октября 1969 года в районе Балаклавы были успешно выполнены три пуска с погружающегося подводного стенда ПСП-120. Эти испытания подтвердили работоспособность системы в условиях подводного старта.
Первоначально предполагалось провести дальнейшие испытания с использованием опытовой подводной лодки проекта 613П-120. Однако ракета «Малахит» существенно превосходила по массе и габаритам свою предшественницу — ракету «Аметист». Это обстоятельство сделало невозможным её размещение на подлодке указанного проекта. Учитывая успешный опыт эксплуатации «Аметиста» на подводных лодках и положительные результаты пусков с подводного стенда, было принято решение отказаться от промежуточного этапа и перейти непосредственно к испытаниям с головной подводной лодки проекта 670М — штатного носителя ракеты П-120.
Увеличенные размеры и масса ракеты «Малахит» по сравнению с «Аметистом» потребовали создания новой, более мощной пусковой установки — СМ-156.
Испытания с подводного носителя начались 18 апреля 1974 года на подводной лодке проекта 670М — К-452 (строительный номер 901, Сормовский завод). Первый запуск завершился успешно. Однако из шести последующих пусков, проведённых до 20 сентября, только два прошли в штатном режиме. Были выявлены проблемы в работе стартового агрегата: в отличие от давно отлаженных систем для надводных кораблей, здесь использовались двигатели подводного хода, что привело к необходимости доработки всей системы старта. Испытания были приостановлены и возобновились лишь 17 июня 1975 года после значительной модернизации бортовой аппаратуры системы управления. Как пуск 17 июня, так и повторный запуск на следующий день оказались успешными.
Государственные испытания завершились четырёхракетным залпом 27 июня. Одна из ракет нарушила траекторию, поднявшись на высоту 3—4 км и не сумев обнаружить цель. Тем не менее, остальные три ракеты успешно поразили заданные цели, что позволило признать испытания удовлетворительными и вскоре ввести К-452 в боевой состав флота.
Постановлением Совета Министров СССР от 21 ноября 1977 года ракетный комплекс «Малахит» был официально принят на вооружение подводных лодок проекта 670М.

## Носители
Противокорабельная ракета П-120 «Малахит» изначально разрабатывалась как универсальное средство поражения, предназначенное для запуска как с надводных кораблей, так и с подводных лодок, включая возможность применения из подводного положения посредством технологии «мокрого старта», при которой пусковые контейнеры перед стартом заполнялись забортной водой. Поставленная задача была успешно реализована.

### Надводные носители

#### Малые ракетные корабли проекта 1234

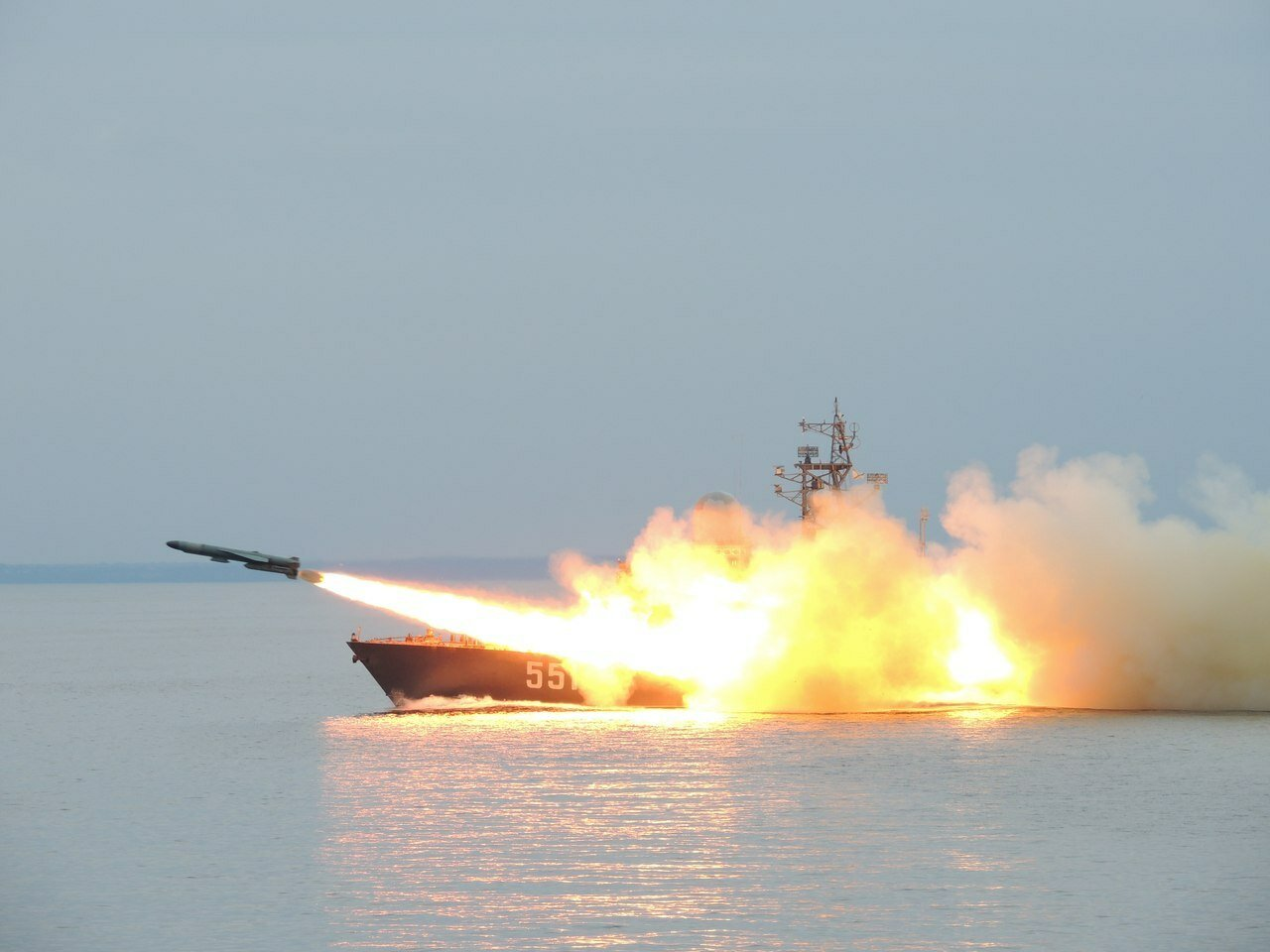
Пуск ПКР П-120 «Малахит» с МРК проекта 1234.1 «Ливень»

Первой серией кораблей, получивших на вооружение ракеты П-120, стали малые ракетные корабли (МРК) проекта 1234. Концептуальная основа этого проекта сформировалась на основе анализа эксплуатации катеров проекта 205, вооружённых мощными ПКР П-15, но лишённых зенитного ракетного вооружения и оснащённых слабой артиллерией калибра 30 мм. Необходимость интеграции зенитного ракетного комплекса (ЗРК) и более мощных артиллерийских систем потребовала увеличения водоизмещения и габаритов кораблей по сравнению с предшествующими образцами.
Изначальный вариант проекта предусматривал создание ракетных катеров водоизмещением до 350 тонн, с алюминиевым корпусом и подводными крыльями, способных развивать скорость до 50 узлов. Однако постановлением Совета министров СССР от 29 мая 1963 года была поставлена задача строительства опытного образца с корпусом из стали, четырьмя пусковыми установками комплекса «Малахит» и ЗРК «Оса-М» с ориентировочным сроком ввода в эксплуатацию к 1967 году. Впоследствии тактико-технические требования были пересмотрены: число противокорабельных ракет увеличено до шести, артиллерию заменили на спаренную 57-мм установку, а водоизмещение возросло до приблизительно 670 тонн при максимальной скорости хода 35 узлов. Ввиду изменения характеристик, главнокомандующий ВМФ С. Г. Горшков утвердил новую классификацию — «малый ракетный корабль».
Строительство кораблей данного проекта осуществлялось на ленинградском заводе № 5 и владивостокском заводе № 602. Всего было построено 17 единиц.
Впоследствии была создана модернизированная версия — проект 1234.1, отличавшаяся установкой 76-мм артиллерийской установки, шестиствольного 30-мм автомата АК-630, а также улучшенным радиоэлектронным оснащением. Максимальная скорость хода незначительно снизилась до 34 узлов. ВМФ СССР получил более 20 кораблей этой модификации.

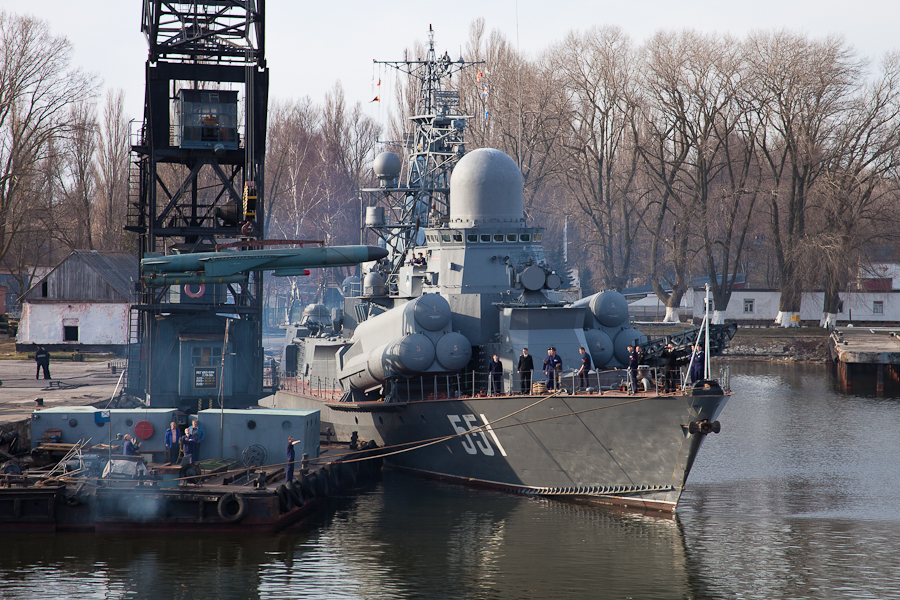
Загрузка ракет П-120 «Малахит» на МРК проекта 1234.1 «Ливень»

На кораблях устанавливались две трёхконтейнерные пусковые установки КТ-120, обеспечивавшие запуск ракет под углом возвышения 9°. Пуски могли осуществляться при волнении моря до 5 баллов, а в ряде случаев — и при 6 баллах. Загрузка ракет в контейнеры производилась с помощью береговых или плавучих кранов, а также с военных транспортных судов на открытом море.
При пуске ракеты П-120 сходили с направляющих с начальной скоростью 39–56 м/с, выходили на маршевый участок траектории, двигаясь на околозвуковой скорости на высоте около 50 м и поражали цели на дистанциях от 15 до 120 км.
МРК проектов 1234 и 1234.1 состояли на вооружении всех флотов ВМФ СССР и России. Корабли регулярно привлекались к проведению ракетных стрельб, включая пуски на максимальную дальность и полные залпы.
Несмотря на сравнительно ограниченную автономность плавания, составлявшую 10 суток, с 1973 года МРК регулярно направлялись на боевую службу в Средиземное море. Для экономии ресурсов корабли могли длительное время находиться в дрейфе или стоять на якорных позициях в боевой готовности, включая режимы нанесения ударов по внешнему целеуказанию. Также применялась буксировка до трёх МРК с использованием судов обеспечения ПРТБ проекта 323.
На Тихоокеанском флоте корабли данных проектов осуществляли боевое патрулирование в акватории Южно-Китайского моря с опорой на пункт материально-технического обеспечения в Камрани. Сроки нахождения в боевой службе составляли от 10 до 14 месяцев. Кроме того, МРК активно использовались в Курило-Камчатской зоне как средство сдерживания на фоне нарастающей активности ВМС США и Японии, а также для прикрытия развёртывания и выхода в районы боевого дежурства атомных подводных ракетоносцев стратегического назначения (РПКСН).

#### Проект 1240

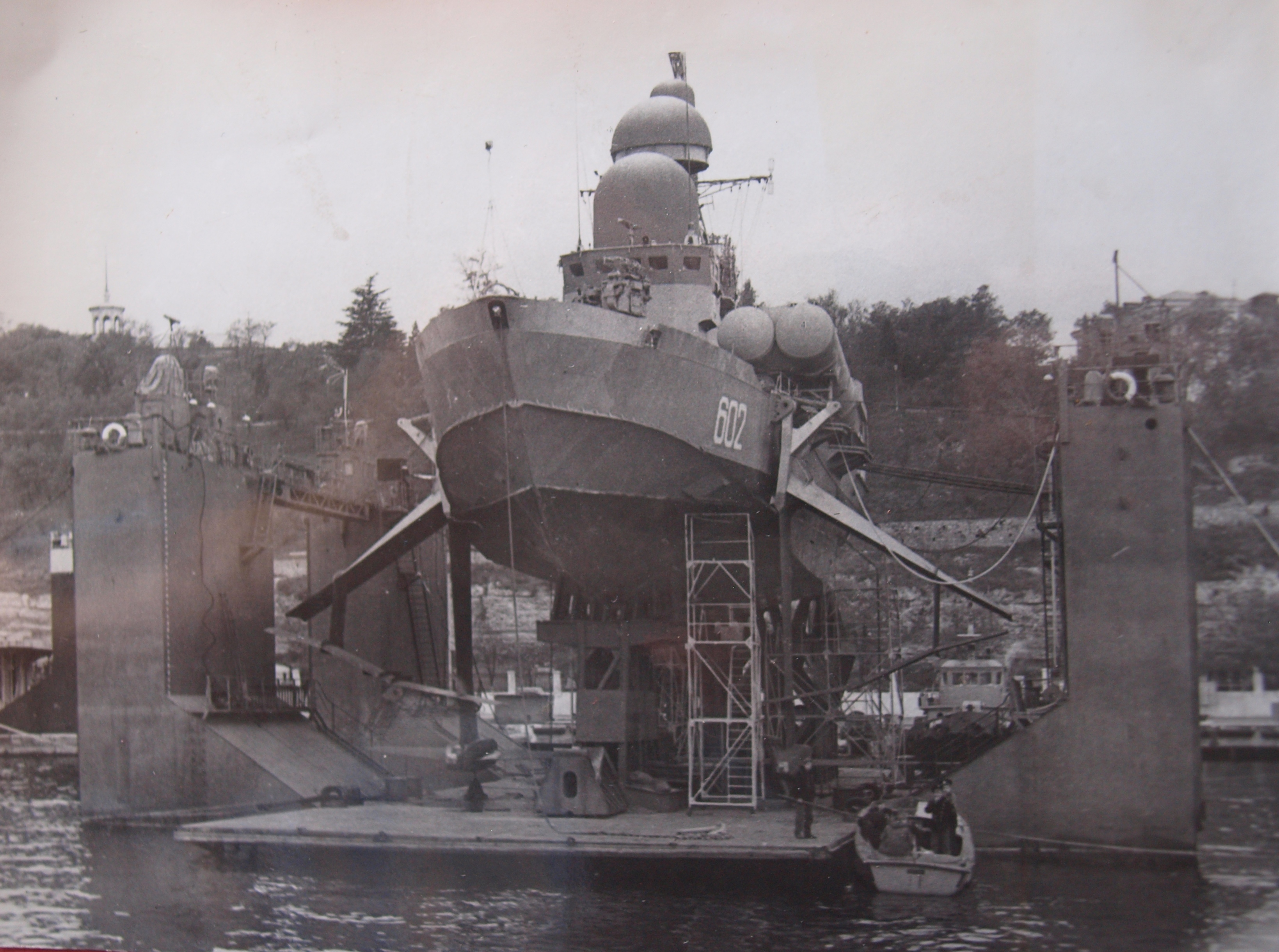
МРК проекта 1240 «Ураган» в Южной бухте Севастополя

Единственным представителем проекта 1240, построенного с применением автоматических подводных крыльев, стал малый ракетный корабль «Ураган», спроектированный под руководством главного конструктора ЦКБ «Алмаз» В. М. Буравкова. Корабль был вооружён четырьмя ракетами П-120 и имел полное водоизмещение 434 тонны. В состав вооружения входил ЗРК «Оса-М» и один шестиствольный 30-мм автомат, что уступало по огневой мощи артиллерийскому оснащению кораблей проекта 1234. При этом «Ураган» развивал скорость до 55 узлов. Однако проект оказался дорогим и недостаточно надёжным в эксплуатации, вследствие чего корабль остался в единственном экземпляре и не был принят на вооружение, ни отечественным флотом, ни зарубежными заказчиками.

#### Ракетные крейсера (проект)
Первоначально предусматривалось оснащение ракетами П-120 тяжёлых надводных боевых платформ, в частности, авианесущего крейсера проекта 1143 и атомного крейсера проекта 1144 (в ранней версии до слияния с проектом 1165). Однако в ходе окончательной проработки этих кораблей были выбраны иные ракетные комплексы, более соответствующие поставленным задачам.

### Подводные лодки

#### Проект 670М
Атомные подводные лодки проекта 670М были разработаны в Центральном конструкторском бюро морской техники № 112 («Лазурит») на основе базового проекта 670. Руководителем проекта первоначально выступал В. П. Воробьёв, а впоследствии — А. Г. Лещев.
В отличие от предшествующего варианта, вооружённого противокорабельными ракетами П-70 «Аметист», подводные лодки проекта 670М получили в качестве основного ударного вооружения ракетный комплекс П-120 «Малахит». Кроме того, в конструкцию корпуса был добавлен дополнительный — восьмой, жилой — отсек.
На лодках был установлен новый гидроакустический комплекс (ГАК) МГК-400 «Рубикон», впоследствии заменённый на более совершенный МГК-500 «Скат». Эти комплексы существенно увеличили дальность обнаружения надводных целей — до 180–200 км, что обеспечивало возможность боевого применения ракетного оружия не только по данным внешнего целеуказания (авиационного или спутникового), но и с использованием собственных средств поиска и наведения.
| Уменьшить обратно                                                            |
| Схема размещения пусковых контейнеров ПКР П-120 «Малахит» на ПЛ проекта 670М |

Пусковые установки с восемью ракетами размещались в носовой части корпуса и были установлены под углом 38,5°. Глубина подводного старта была увеличена с 30 до 50 метров. Пуск ракет осуществлялся по схеме «мокрого старта».
Серийное строительство субмарин осуществлялось на заводе «Красное Сормово» в Горьком. До 1980 года было построено шесть единиц данного проекта. Все они несли службу в составе 11-й дивизии подводных лодок Северного флота. При этом все корабли более раннего проекта 670, несшие службу на СФ были передислоцированы на Тихоокеанский флот, где и завершили свою службу.
Начиная с 1972 года, подводные лодки проекта 670М выполняли задачи боевого дежурства, осуществляли слежение за авианосными ударными группами и корабельными соединениями, а также принимали участие в учениях по отработке задач по уничтожению надводных целей и ведению боевых действий на морских коммуникациях. Лодки активно применялись для учебных пусков крылатых ракет.
Головной корабль серии был модифицирован по проекту 06704 и использовался для испытаний крылатых ракет П-800 «Оникс», получив на вооружение 24 ракеты. Все подводные лодки проекта 670М были выведены из боевого состава ВМФ России в течение 1990-х годов.

#### Проект 686 (не реализован)
Согласно постановлению 1964 года, предполагалось создание новой атомной подводной лодки по проекту 686, вооружённой 16 ракетами П-120 «Малахит». Эскизный проект как развитие проекта 705 был подготовлен в СКБ-143 под руководством А. К. Назарова. Согласно проекту, субмарина должна была иметь 16 пусковых установок противокорабельных ракет, достигать скорости подводного хода более 30 узлов и обладать рабочей глубиной погружения до 400 метров. В 1965 году эскизный проект был готов, однако сложности в освоении инновационных подводных лодок базового проекта 705, а также появление новых тактико-технических требований привели к закрытию проекта 686. В результате было принято решение о приоритетной постройке атомных подводных крейсеров проекта 949 с ракетами П-700 «Гранит».

## Тактико-технические характеристики
- Длина: 8,84 м[44]
- Диаметр корпуса: 0,65 м[11]
- Размах крыла: 2,5 м[44]
- Стартовый вес: 5400 кг[44]
- Масса БЧ:
  - Фугасно-кумулятивная 500 кг[44]
  - Спецбоеприпас, 200 кт[7]
- Скорость: M=0,9[44]
- Дальность: до 120 км[44]
- Система управления: инерциальная (автопилот АПЛИ-5)[11] + радиолокационная (РГС «Двина») + тепловая (ТГС «Дрофа»)[12]

## Боевое применение

### Контекст событий
В начале августа 2008 года в зоне грузино-осетинского конфликта наблюдалась резкая эскалация напряжённости. Вечером 7 августа началась активная фаза боевых действий.
Утром 8 августа грузинское руководство объявило о проведении операции, направленной на восстановление конституционного порядка на территории Южной Осетии. В тот же день Вооружённые силы Российской Федерации начали масштабное развертывание воинских подразделений на территории республики.
Военные действия велись с использованием различных видов вооружения, включая ракетное вооружение, артиллерию, бронетанковую технику и авиационные средства поражения.
На этом фоне 8 августа российское командование приняло решение о направлении дополнительных подразделений в Абхазию. Часть сил предполагалось доставить морским путём. Вечером того же дня в порту Новороссийска началась погрузка личного состава и военной техники на большие десантные корабли (БДК) «Цезарь Куников» и «Саратов». Одновременно с этим для обеспечения предстоящей высадки в акваторию Черного моря были выдвинуты корабли из состава сил Черноморского флота, дислоцированных на базе в Новороссийске.
Утром 9 августа к побережью в районе Очамчиры прибыл отряд российских кораблей, включавший БДК «Цезарь Куников» и «Саратов», малый ракетный корабль (МРК) «Мираж», малый противолодочный корабль (МПК) «Суздалец», а также морские тральщики «Железняков» и «Турбинист». На борту десантных кораблей находилось свыше 500 военнослужащих и военная техника.
В тот же день российская сторона заявила о начале патрулирования прибрежной акватории Абхазии и установлении зоны безопасности, закрытой для судоходства.

### Применение противокорабельных ракет
Вечером 9 августа несколько грузинских военных катеров, выдвинувшихся из Поти в направлении Очамчиры, были атакованы российскими кораблями сопровождения — МРК «Мираж» и МПК «Суздалец». В ходе столкновения «Мираж» осуществил пуск двух противокорабельных крылатых ракет П-120 «Малахит». Также применялись ракеты корабельного зенитного комплекса «Оса-МА2». После обстрела грузинские катера изменили курс и отступили в сторону порта Поти. 
О факте применения вооружения официально сообщало российское внешнеполитическое ведомство. Российское военное командование заявило о потоплении одного катера противника. Грузинская сторона потери катера не признавала. В некоторых публикациях в качестве даты использования ПКР указывается 10 августа.

## Оценка проекта
Разработка и создание комплекса П-120 «Малахит» были отмечены Государственной премией СССР.
Противокорабельная ракета П-120 «Малахит» стала первой в арсенале Военно-морского флота СССР, предназначенной для использования как с надводных кораблей, так и с подводных лодок в подводном положении. Такая унификация ракетного вооружения способствовала оптимизации материально-технического обеспечения и повышению оперативной эффективности соответствующих подразделений флота.
Внедрение П-120 «Малахит» обеспечило возможность создания устойчивой угрозы авианосным ударным группам вероятного противника, в том числе с применением сравнительно небольших по водоизмещению и экономически более доступных кораблей — малых ракетных кораблей (МРК) и подводных лодок. Развитие бортовых систем разведки и целеуказания на подводных платформах позволило использовать ракету на предельных дальностях без зависимости от внешних источников наведения. Разработанные тактические методы боевого применения МРК, вооружённых данной ракетой, значительно усилили ударные возможности флота и расширили потенциал по сдерживанию.
Вывод из эксплуатации подводных лодок проекта 670М в начале 1990-х годов фактически привёл к утрате одного из ключевых преимуществ комплекса — его межплатформенной универсальности. Тем не менее, длительный срок эксплуатации ракеты — более полувека — а также подтверждённая высокая степень технической готовности, регулярно демонстрируемая в ходе учебных пусков и практического применения, свидетельствуют о высокой эффективности и успешности проекта.